# The Last Full Measure (película de 2019)
The Last Full Measure es una película de drama bélico escrita y dirigida por Todd Robinson. Está protagonizada por Sebastian Stan, Christopher Plummer, William Hurt, Ed Harris, Samuel L. Jackson, Jeremy Irvine y Peter Fonda en su papel final en una película. 
La trama se centra en la historia real de William H. Pitsenbarger, un paracaidista de la Fuerza Aérea de los Estados Unidos que voló en misiones de rescate en helicóptero durante la Guerra de Vietnam para ayudar a los soldados y pilotos caídos, y la búsqueda de 34 años de muchos veteranos para verlo recibir la Medalla de Honor. La película está protagonizada por Sebastian Stan, Christopher Plummer, William Hurt, Ed Harris, Samuel L. Jackson, Jeremy Irvine y Peter Fonda, en su papel final, póstumo.
La producción comenzó en los Estados Unidos en 2017, y la película se estrenó en una proyección especial para veteranos en Westhampton Beach, Nueva York. Fue lanzada en todo el mundo el 24 de enero de 2020 y recaudó $2,676,334 contra un presupuesto de $20,000,000. El título de la película está tomado del discurso de Abraham Lincoln en Gettysburg, donde Lincoln honró a los caídos, diciendo que "dieron la última medida de devoción".

## Sinopsis
La historia real de William H. Pitsenbarger, un paracaidista  de la Fuerza Aérea de los Estados Unidos (también conocido como PJ) que salvó personalmente a más de sesenta hombres. Durante una misión de rescate el 11 de abril de 1966, Pits (como lo llamaban) decidió voluntariamente dejar la relativa seguridad de su helicóptero de rescate para ayudar a las personas en tierra cuando vio lo mala que era la situación. Cuando otros miembros de su equipo se negaron a ir, se arriesgó a hacer más para ayudar a sus compatriotas. Después de salvar a muchos, se le ordenó tomar la oportunidad de escapar en el último helicóptero fuera de una zona de combate fuertemente bajo fuego, pero se quedó atrás para salvar y defender las vidas de los soldados del Ejército de los Estados Unidos. 1.ª División de Infantería, antes de realizar el último sacrificio en una de las batallas más sangrientas de la guerra.
Treinta y dos años después, Scott Huffman, miembro del personal del Pentágono, en una carrera acelerada, tiene la tarea de investigar a regañadientes una solicitud de la Medalla de Honor para Pitsenbarger hecha por los padres de Pits y por Tom Tulley, el mejor amigo y socio de Pits. en la misión. Huffman busca el testimonio de los veteranos del ejército que presenciaron o fueron salvados por el extraordinario valor de Pitsenbarger, incluidos Takoda, Burr y Mott. Muchos de ellos cargan con sus propios demonios de sus experiencias y traumas de ese día y la guerra de Vietnam. Pero a medida que Huffman aprende más sobre los valientes actos de Pitsenbarger, descubre una conspiración de alto nivel detrás de la negación de la medalla durante décadas, lo que lo llevó a arriesgar su propia carrera para buscar justicia para el aviador caído.
A lo largo de la película, en múltiples escenas de flashback, la emboscada del Vietcong a los soldados del ejército mientras luchan y mueren en la jungla de Vietnam se muestra con realismo gráfico. El ataque se conoce como Operación Abilene. Las versiones de 1966 de Tulley, Takoda, Burr, Mott, Kepper, Holt y Pitsenbarger se muestran en la pelea. Uno ve el heroico servicio del aviador Pitsenbarger cuando cae en el tiroteo desde un helicóptero y se pone a trabajar como médico. Saluda del helicóptero, toma una pistola y comienza a pelear con sus compañeros. Salvando a muchos, muere como un héroe. La película también detalla el efecto del trastorno de estrés postraumático en cada uno de los ahora viejos veteranos supervivientes de la Guerra de Vietnam.
Cuando falla un esfuerzo del Senado en el Congreso, Huffman hace pública la historia y finalmente se otorga una Medalla de Honor a Pitsenbarger. En la ceremonia de premiación, Mott entrega la última carta de Pitsenbarger a la mujer que amaba. El padre y la madre del aviador, asolados por el cáncer, están presentes mientras se relata el deber, el coraje y el sacrificio de su hijo. El Secretario de la Fuerza Aérea presenta la Medalla de Honor a los padres y luego reconoce a todos los asistentes. El epílogo señala que de las 3,489 medallas de honor otorgadas, solo tres habían sido para  alistado personal de la Fuerza Aérea.

## Reparto
- Sebastian Stan como Scott Huffman.
- Christopher Plummer como Frank Pitsenbarger.
- William Hurt como Tully.
  - Ethan Russell como Tully joven.
- Ed Harris como Ray Mott. 
  - Zach Roerig como Ray Mott joven.
- Samuel L. Jackson como Takoda. 
  - Ser'Darius Blain como Takoda joven.
- Jeremy Irvine como William Pitsenbarger.
- Peter Fonda como Jimmy Burr. 
  - James Jagger como Jimmy Burr joven.
- Lisa Gay Hamilton como Celia.
- Michael Imperioli como Jay Ford.
- Diane Ladd como Alice Pitsenbarger.
- Amy Madigan como Donna Burr.
- Linus Roache como Whit Peters.
- Alison Sudol como Tara Huffman.
- Bradley Whitford como Carlton Stanton.
- John Savage como Kepper. 
  - Cody Walker como Kepper joven.
- Dale Dye como Holt. 
  - Richard Cawthorne como Holt joven.

## Producción
Tomó casi 20 años hacer la película. Todd Robinson se enteró por primera vez de la historia de William H. Pitsenbarger mientras investigaba para otra película en 1999. La historia intrigó a Robinson por varias razones, incluida la concesión de Pitsenbarger de la Cruz de la Fuerza Aérea en lugar de la Medalla de Honor. Robinson y el productor ejecutivo Sidney Sherman presentaron la idea de la película a más de 50 productoras, pero ninguna de ellas estaba interesada en hacer la película. Robinson decidió escribir el guion sin fondos o un compromiso de estudio.
Después de terminar el guion, Robinson y Sherman continuaron buscando un estudio. New Line Cinema ganó el acuerdo en 2007, pero no mucho después, New Line fue vendida a Warner Bros. y el proyecto fue cancelado. Robinson y Sherman estaban nuevamente sin respaldo. En el transcurso de la próxima década, reunieron fondos y comenzaron la producción en 2017.
En mayo de 2016 se anunció que Scott Eastwood y Ed Harris habían sido elegidos para la película, con Laurence Fishburne y Morgan Freeman en negociaciones. Para marzo de 2017, Eastwood ya no estaba involucrado, y la película agregó a su elenco a Samuel L. Jackson, Sebastian Stan, Christopher Plummer, William Hurt, Bradley Whitford, Michael Imperioli, Linus Roache, John Savage y Diane Ladd. El rodaje estaba programado para comenzar entre Atlanta y Costa Rica a finales de ese mes. Grant Gustin y Lisa Gay Hamilton fueron elegidos cuando comenzó la producción, y Amy Madigan y Peter Fonda se unieron en abril.
En agosto de 2017, la filmación concluyó en Atlanta y se mudaría a Tailandia, con Jeremy Irvine (reemplazando a Gustin en su papel), Ethan Russell, Ser'Darius Blain, Cody Walker, Julian Adams, Tommy Hatto y Zach Roerig en la película.
Roadside Attractions adquirió los derechos de distribución de la película en septiembre de 2018, con una fecha de lanzamiento propuesta para principios de 2019 en mente. Fue lanzado el 24 de enero de 2020.

## Estreno
Esta película fue lanzada por Roadside Attractions el 24 de enero de 2020.

## Recepción

### Crítica
En el sitio web del agregador de reseñas Rotten Tomatoes, The Last Full Measure tiene una calificación de aprobación del 62% basada en 52 críticas, con una calificación promedio de 6.21/10. El consenso de críticos del sitio dice: "The Last Full Measure lucha por capturar los incidentes que lo inspiraron, pero finalmente prevalece gracias a las sólidas actuaciones al servicio de una historia real notable". En Metacritic, la película tiene una puntuación promedio ponderada de 52 de 100, basados en 21 críticos, que indican "revisiones mixtas o promedio".